# Pseudovigna
Genre
Pseudovigna est un genre de plantes à fleurs dicotylédones de la famille des Fabaceae, sous-famille des Faboideae, originaire des régions tropicales d'Afrique, qui comprend trois espèces acceptées.

## Liste d'espèces
Selon The Plant List (27 novembre 2018) :
- Pseudovigna argentea (Willd.) Verdc.
- Pseudovigna puerarioides Ern